# Fenain
Fenain es una población y comuna francesa, en la región de Norte-Paso de Calais, departamento de Norte, en el distrito de Douai y cantón de Marchiennes.
Su población municipal en 2007 era de 5 350 habitantes. Forma parte de la aglomeración urbana de Valenciennes.

Está integrada en la Communauté de communes Cœur d'Ostrevent.

## Demografía
| abs. | 1 777 | 1 862 | 1 890 | 1 942 | 1 920 | 1 994 | 1 990 | 1 973 | 1 960 | 2 067 | 2 218 | 2 498 | 2 489 | 2 635 | 2 546 | 2 516 | 2 522 | 2 654 | 3 043 | 3 393 | 5 319 | 5 401 | 5 279 | 5 282 | 5 144 | 5 253 | 5 462 | 6 270 | 5 755 | 5 639 | 5 365 | 5 350 |
| Para los censos de 1962 a 1999 la población legal corresponde a la población sin duplicidades (Fuente: INSEE [Consultar]) |       |       |       |       |       |       |       |       |       |       |       |       |       |       |       |       |       |       |       |       |       |       |       |       |       |       |       |       |       |       |       |       |